# Історія Палестини
Історія Палестини — розгляд колективної історії народів Палестини на стратегічній точці між Європою, Азією та Африкою. Визначається як географічний регіон Південного Леванту між Середземним морем та річкою Йордан (де зараз існують Ізраїль та Палестина) та різні сусідні землі. Палестинський регіон або його частини контролювалися різними народами та регіональними державами: ханаанеян, аморітів, стародавніх єгиптян, ізраїльтян, моавітів, амонітів, тевкрів, філістимлян, асирійців, вавилонян, персів, стародавніх греків, римлян, візантійців; різних династій раннього мусульманського періоду (Омеяди, Абасиди, Сельджуки, Фатіміди), хрестоносці, пізні мусульманські династії (Аюбіди, Мамлюки, Османи), британці, іорданці (1948–1967 рр. на «Західному березі») і єгиптяни (в Газі), а також сучасні ізраїльтяни та палестинці. З Палестиною пов'язана історія Ханаана, Сіону, Землі Ізраїлю, Південної Сирії, Утремер і Святої Землі.

## Етимологія назви
Назва «Палестина» походить від «Філістія» (івр. ארץ פלשת, [Ерец-П(е)ле́шет]) — назва заселеної в стародавності філістимлянами (івр. פלישתים, пліштім, буквально «прибульці» з о. Крит у Ханаан) частини середземноморського узбережжя нинішнього Ізраїлю.
У семітських ханаанських мовах (фінікійська, давньоєврейська) ця область, і вся західна частина Родючого півмісяця в цілому, іменувалася «Кнаан» («Кенаан»), в сучасній традиції — «Ханаан». Власне Ханаан і був завойований єврейськими племенами в середині 2-го тисячоліття до н. е. (Вихід з Єгипту).
Деякі грецькі письменники, починаючи з Геродота (згідно з римськими переписувачами), називали цю землю Сирія Палестинська, або Палестина. Інші ж користувалися загальною назвою «Сирія» або ж уточнюючим терміном Келесирія. Також застосовувалося поділ на внутрішні області — Юдею (лат. Iudaea) та прибережний район, що розглядався як частина Фінікії.
Римський імператор Адріан у 135 році змінив назву Єрусалиму на «Елія-Капітоліна» й наказав всю територію між Середземним морем і річкою Йордан називати «Палестинська Сирія» (лат. Syria Palaestina — латинський варіант грецької назви). З IV століття і до арабського завоювання землі Сирії Палестинської, разом з частиною Синаю та частиною земель Набатейського царства, входили у Візантійську імперію як три провінції: Палестина Прима, Палестина Секунда, Палестина Терція.
Арабські завойовники з 638 року називали країну «Фаластін» в якості арабської форми назви «Палестина».
За часів британського мандату назву «Палестина» закріпили за підмандатною територією. В середині XX століття назва «палестинці» була утворена від слова «Палестина», і стали відносити цей термін до арабів, котрі мешкали на цій території («палестинський народ», «арабський народ Палестини»), хоча раніше воно визначало всіх жителів регіону з євреями разом і не носило вузько етнічного забарвлення.
У 1974 році президент Сирії Хафез Асад називав Палестину «не тільки частиною арабської Батьківщини, але і основною частиною південної Сирії».

## Найдавніша історія

Палестина, Ізраїль, Юдея, Ідумея

Першими людьми на теренах Палестини були «еректуси», які жили на березі річки Йордан ще 750 тис. років до н. е. і вже вміли добувати вогонь. За часів середнього палеоліту тут жили неандертальці, чиї останки знайдені в печерах гори Кармель. В епоху мезоліту туди переселяються племена натуфійської культури. Близько 9 тисяч років тому там було побудовано м. Єрихон. На зміну натуфійцям прийшла тахунійська культура докерамічного неоліту (VIII тис. до н. е.), яку змінила ярмукська культура (VI тис. до н. е.).

## Ханаан
В 4-му тисичолітті до н. е. на основі метисації кочових семітських і місцевих прото-хуритських племен формується гасульський період раннього Ханаана (IV тис. до н. е.). Ханаанський період триває 2 тис. років до вторгнення протоєврейських племен. Деякий час Палестина належала Стародавньому Єгиптові, важливим форпостом якого було місто Лахіш. У XVIII столітті до н. е. Палестина зазнала нашестя гіксосів. У XII столітті до н. е. в Ханаані поселяються філістимляни, що дали назву приморській частині країни (регіон Сектора Газа аж до Ашдода, Гата і Екрона) в єврейських джерелах (самоназва невідома, отже Палестина — це країна філістимлян).

## Історія Стародавнього Ізраїлю та Юдеї
За біблійними переказами, давньоєврейські племена під проводом Ісуса Навина вторгаються на терени Ханаана зі сходу, через територію Моава, і першою їх жертвою стає Єрихон. Захопивши велику частину території Ханаана, давньоєврейські племена наштовхуються на серйозний опір в особі філістимлян, подужати яких вдається лише за царювання царів Давида і Соломона. Після смерті останнього в 928 році до н. е. давньоєврейське царство ділиться на північну (Ізраїльське царство) і південну частину (Юдейське царство зі столицею в Єрусалимі).
У VII столітті до н. е. відбулося захоплення Палестини скіфами, частина з яких оселилася у місті Скифополь (Десятимістя).
У 722 році до н. е. Ізраїль був захоплений асирійцями. Вони вигнали ізраїльтян, а на їх місце привели неєврейських поселенців з Месопотамії та Сирії: гутіїв, халдеїв, арамеїв (2Цар 17:24). У подальшому їх нащадки стали називатися самаритянами.
У 586 році до н. е. Юдею завойовує вавилонський цар Навуходоносор II, проте незабаром нові господарі Межиріччя перси повертають юдеїв з вавилонського полону.
У IV столітті до н. е. господарями Палестини стають спочатку елліністичні селевкіди, а потім римляни.

## Римський і візантійський періоди
Римський період починається в 66 році до н. е., коли Помпей приєднує Палестину до числа інших теренів Східного Середземномор'я. Спочатку місцева юдейська регіональна еліта в особі династії Хасмонеїв вітала нових володарів, вважаючи, що далекі римляни будуть менше втручатися у внутрішні справи їхньої країни. Однак римляни незабаром привели до влади більш лояльну собі ідумейську династію, найвідомішим представником якої став цар Ірод Великий.
Зростання апокаліптичних очікувань месії й спроба римського імператора Адріана побудувати храм Юпітера в Єрусалимі викликали в 132 р. повстання Бар-Кохби, яке закінчилося невдачею. Згідно з деякими джерелами, до 1000 населених пунктів були зруйновані і більше 500 000 осіб були вбиті, значна кількість євреїв була вигнана римлянами з країни. Провінція Юдея була перейменована в Сирію Палестинську, з тим, щоби стерти історичну пам'ять про єврейську присутність у цих місцях.
Основне єврейське населення в цей період перемістилося з Юдеї в Галілею і на Голанські висоти. Однак, незважаючи на гоніння, найбільш важливі для юдаїзму релігійні тексти, Мішна й Талмуд, були складені саме в цей період (II–V століття).
Тим часом, після розділу Римської імперії в 395 році Палестина стала провінцією Візантії. До цього часу серед місцевого еллінізованого населення сформувалася сильна християнська громада, відома як Єрусалимська православна церква. Преподобний Іларіон Великий ініціював у Палестині чернечий рух. Незважаючи на значне зменшення чисельності євреїв до другої половини V століття, в Галілеї навіть у цей період зберігалася єврейська більшість.
У 614 р. перські війська, за підтримки місцевих євреїв, завоювали Палестину, приєднавши її до імперії Сасанідів. Короткий «перський період» супроводжувався відновленням єврейського впливу в регіоні й гоніннями на православних християн, в яких бачили «п'яту колону» Візантії: церкви були розорені, а Животворний Хрест відвезений в Іран.
Після перемоги над Персією в 629 р. візантійський імператор Іраклій I урочисто вступив у Єрусалим — Палестина знову стала провінцією Візантії. У 629–630 роках, унаслідок масових вбивств і гонінь на євреїв, викликаних Іраклієм, єврейська присутність у регіоні досягла свого мінімуму за всю тритисячолітню історію, але повністю не зникла.

## Арабський період (638–1099)
Перше вторгнення арабів в Палестину датується 634 роком, коли війська халіфа Абу-Бакра захопили візантійську фортецю Босра на західному березі річки Йордан. Повністю витіснити візантійців їм вдалося тільки після битви при Ярмук, після якої в 638 р. патріарх Софроній передав ключі від Єрусалиму халіфу Омару. В арабський період в Єрусалимі на Храмовій горі були побудовані всесвітньо відомі мечеті аль-Акса та Купол Скелі. Під впливом ісламу місцеве колись елінізоване населення під тиском переживає арабізацію. Після ослаблення Арабського халіфату в X столітті контроль над Палестиною переходить єгипетської династії Тулунідів, яких змінюють турки-сельджуки і, а з 1098 року — знову єгипетські фатіміди.

## Період хрестоносців (1099–1291)

Палестина у XII ст.

У 1099 р. європейські хрестоносці штурмом взяли Єрусалим, а їх ватажок Готфрід Буйонський заснував Єрусалимське королівство. Влада королівства крім Палестини поширювалася на Ліван і приморську Сирію. У цей період у Палестині будуються численні замки (в тому числі в Газі, Яфі, Акрі, Арсурі, Цфаті та Цезарії). Однак нечисленність лицарства, ворожнеча іоанітів і тамплієрів, нерегулярність підтримки з боку європейських метрополій призводять до падіння королівства. Останнім оплотом хрестоносців стало м. Акра, залишене в 1291 році.

## Період мамлюків (1291–1516)
У 1187 р. відчутного удару по хрестоносцям завдає Салах ед Дін, якому вдається на деякий час захопити Єрусалим. Потім він засновує в Єгипті власну династію Айюбідів, яких змінюють мамлюки. Єгиптяни закріплюють своє право на володіння Палестиною 3 вересня 1260 р. відбивши монгольське нашестя в Битві при Айн-Джалуті. Надихнувшись перемогою, мамлюки під проводом Бейбарса послідовно захоплюють замки хрестоносців в північній Палестині: в 1265 р. припиняє свій опір Цезарія та Арсуф, а в 1266 р. м. Сафед.

## Під владою Османської імперії (1516–1917)

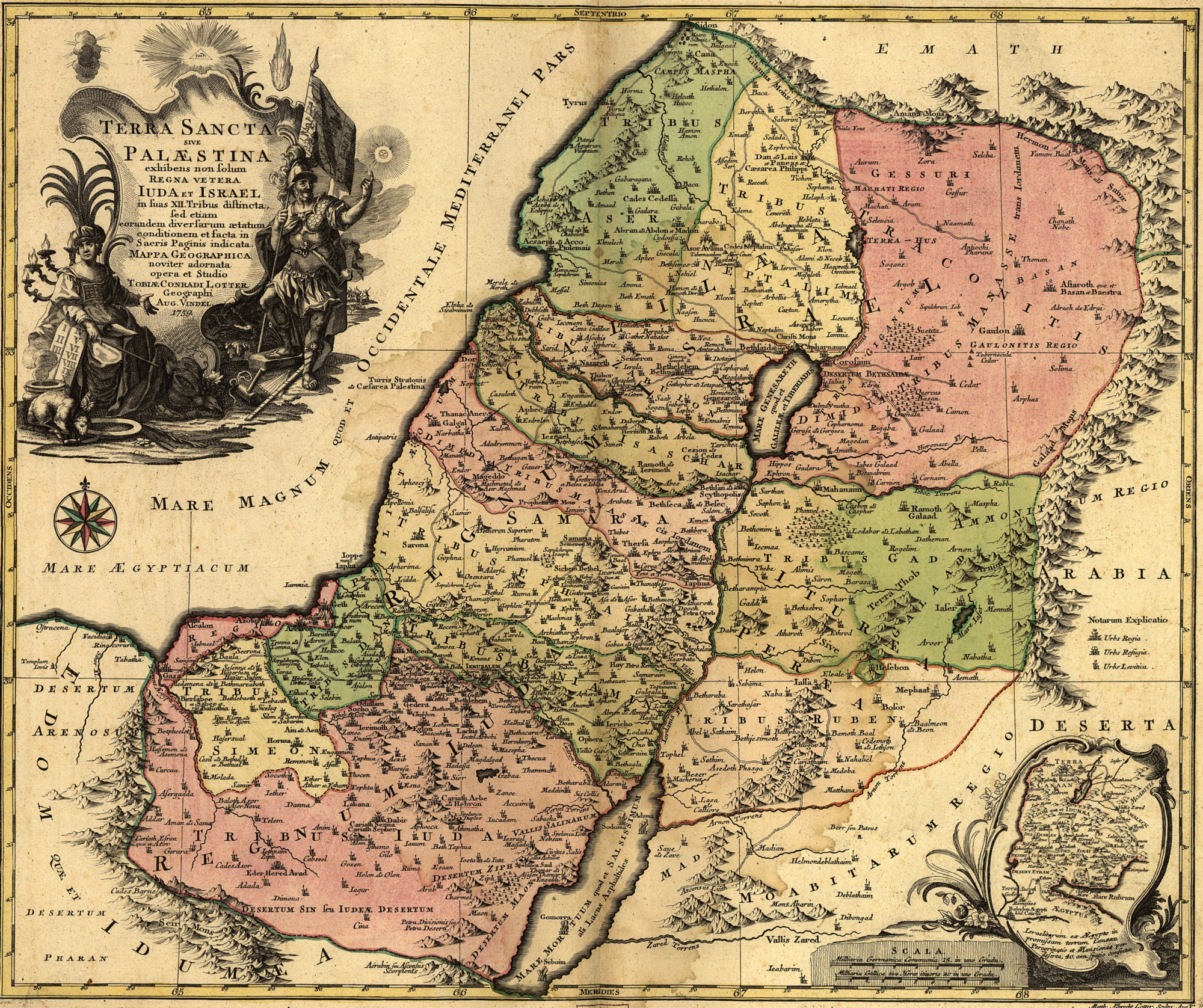
Палестина в 1759 р.

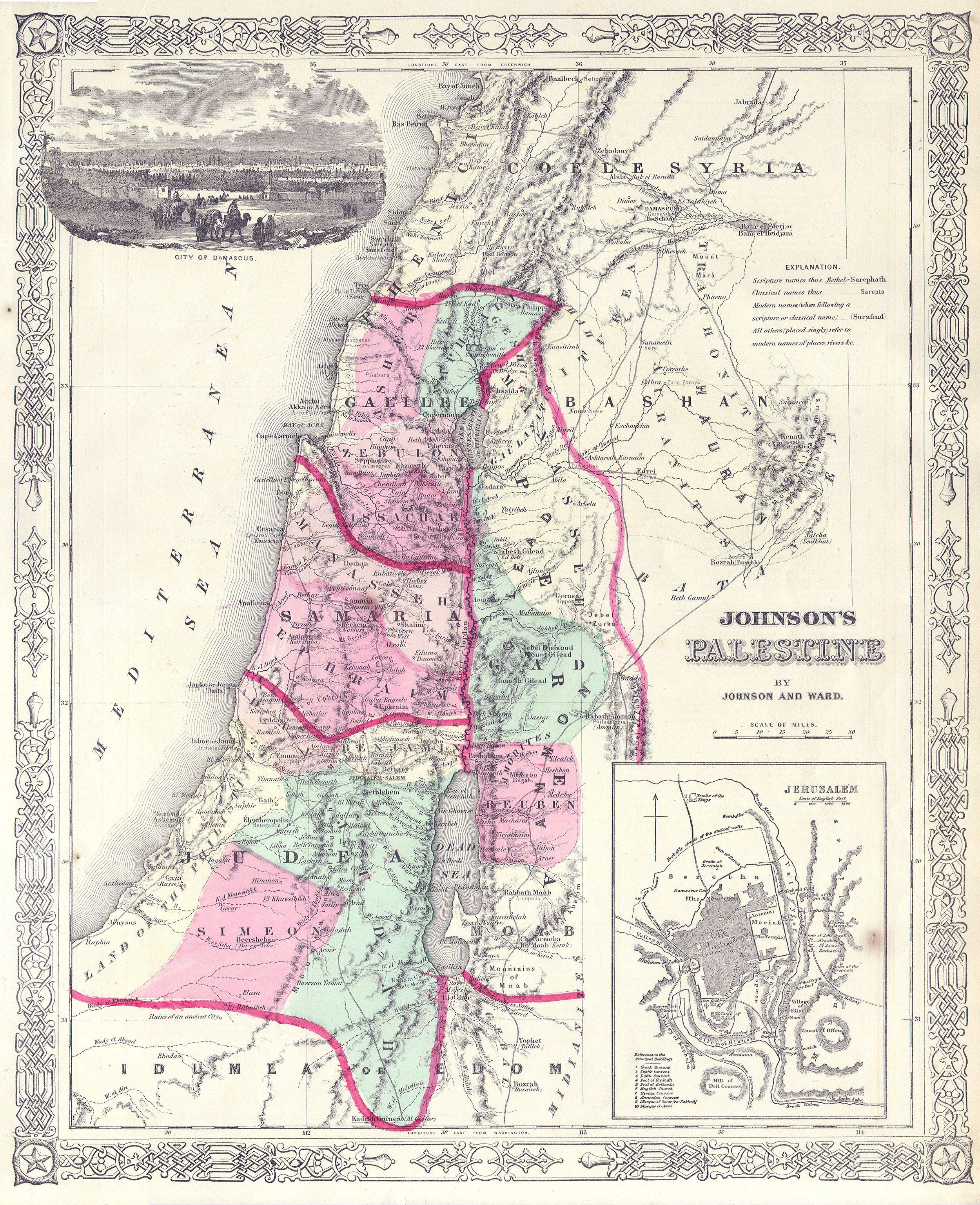
Палестина в 1864 р.

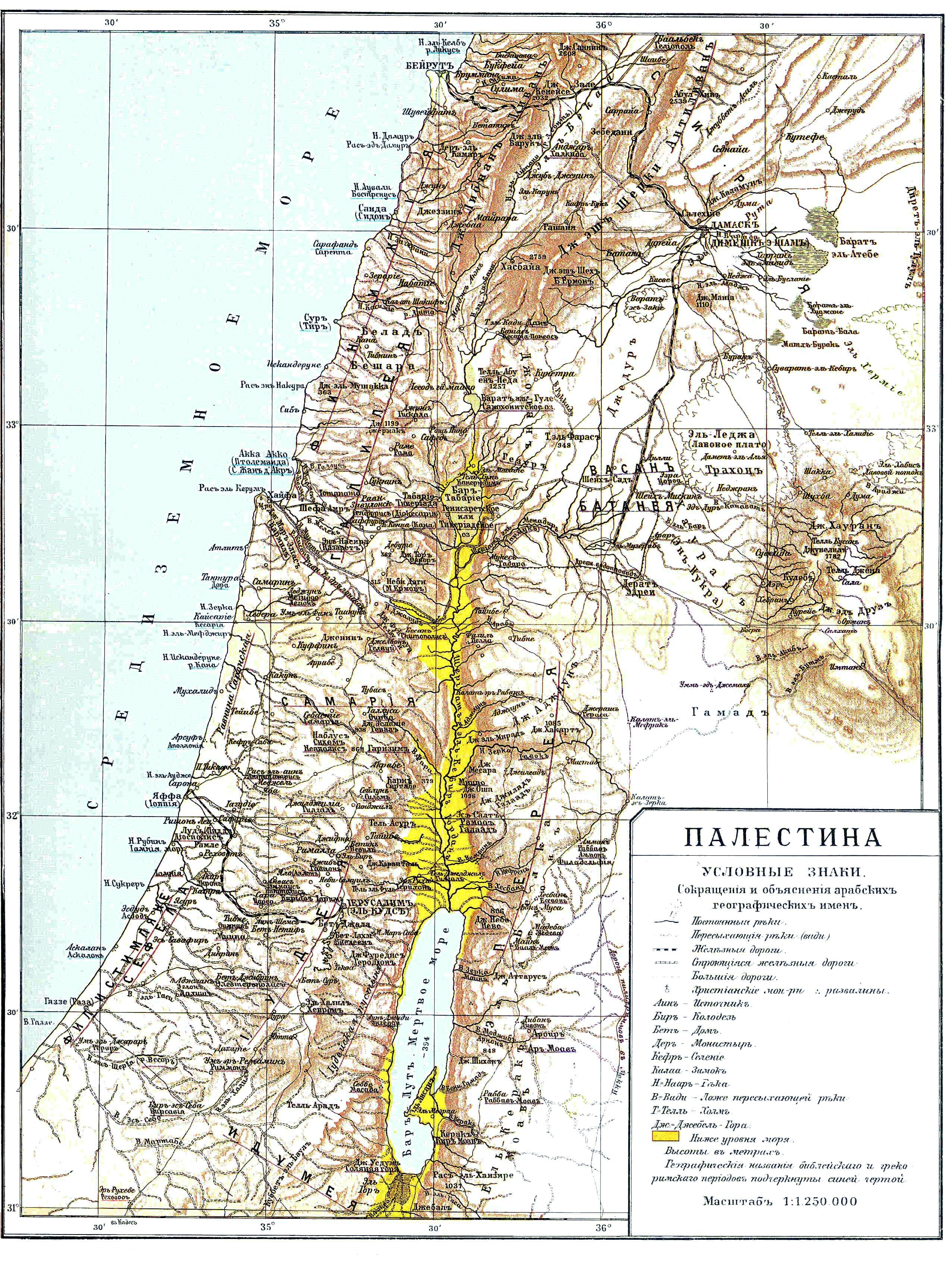
Палестина в 1900 р.

У 1517 р. територія Палестини була завойована турками-османами під проводом султана Селіма I (1512–1520). Протягом 400 років вона залишалася частиною величезної Османської імперії, що охоплювала значну частину південно-східної Європи, всю Малу Азію і Близький Схід, Єгипет і Північну Африку.
Християни й юдеї, згідно з мусульманськими законами, мали статус «зіммії» — тобто користувалися відносно цивільною та релігійною свободою, але обмежувалися — не мали права носити зброю, служити в армії і їздити на конях і були зобов'язані платити особливі податки. У цей період євреї Палестини жили головним чином за рахунок благодійних надходжень з-за кордону (Халука).
Протягом XVI століття великі єврейські громади пускали коріння в землі Ізраїлю переважно в чотирьох містах: Єрусалимі, Хевроні, Цфаті та Тверії.
На початку XVIII століття була зроблена одна з найзначніших спроб «алії» з Європи і поновлення єврейського релігійно-національного центру в м. Єрусалимі. На чолі цього руху стояв рабі Ієгуда Хасид, який прибув до Єрусалиму в 1700 р. на чолі близько тисячі своїх послідовників — вихідців з різних країн Європи. До їх прибуття єрусалимська громада налічувала 1200 осіб, в тому числі 200 ашкеназів. Однак сам Ієгуда Хасид після прибуття в країну раптово помер. Між його послідовниками й обтяженої боргами ашкеназької громадою Єрусалиму виник конфлікт, що призвів до спалення ашкеназької синагоги кредиторами-арабами (1720 р.) і виселенню євреїв-ашкеназів з міста. Довгий час після цих подій єврейські іммігранти з Європи селилися головним чином в Хевроні, Цфаті та Тверії.
У XVIII ст. проти турецького панування підняв повстання від м. Назарету арабський шейх Дахір аль-Омар.
На початку 1799 р. в Палестину з військом прибув Наполеон. Французам вдалося опанувати Газою, Рамлою, Лодом та Яфою. Опір турків зупинив просування французької армії до міста Акко, на допомогу туркам прийшов англійський флот. Французькому генералу Клеберу вдалося здобути перемогу над турками у Кафр-Канні біля гори Тавор (квітень 1799 р.). Однак через відсутність важкої артилерії Наполеон не зумів захопити фортецю в Ако й був змушений відступити до Єгипту.
У 1800 р. населення Палестини не перевищувало 300 тисяч мешканців, 25 тисяч з яких складали християни, які були вельми розсіяні по Палестині. Головні місця концентрації християнського населення — в Єрусалимі, Назареті і у Вифлеємі — контролювалися православною та католицькою церквами. Євреї (головним чином сефарди) становили 5 тисяч осіб, котрі в основному як і раніше були зосереджені в Єрусалимі, Цфаті, Тверії та Хевроні. Решта населення країни (близько 270 тисяч осіб) становили мусульмани, майже всі — суніти.
В період 1800–1831 рр. територія країни ділилася на дві провінції (вілайєти). Центрально-східний гірський район, що тягнувся від Шхема на півночі до Хеврона на півдні (включаючи Єрусалим), відносився до Дамаського вілайєту; Галілея і прибережна смуга — до вілайєту Ако. Велика частина Негева перебувала в той період поза османською юрисдикцією.
У 1832 р. територія Палестини була завойована Ібрахім-пашею, сином і воєначальником віце-короля Єгипту Мухамада-Алі. Його резиденція розташувалася в Дамаску. Палестина, північна межа якої сягала Сідону, стала єдиною провінцією. Єгиптяни, які правили країною вісім років (1832–1840 рр.), провели деякі реформи на європейський зразок, що викликало опір арабів і повстання в більшості міст країни, які були придушені силою. У період єгипетського панування проводилися широкі дослідження у царині біблійної географії та археології. У 1838 р. єгипетський уряд дозволив Англії відкрити консульство в Єрусалимі (раніше консульства європейських держав існували тільки в портових містах — Акко, Хайфі й Яфі, а також у Рамлі). Через 20 років всі великі держави Заходу та США, мали в Єрусалимі консульські представництва.
У XIX столітті Єрусалим знову перетворився в найважливіший єврейський центр Ерец-Ісраель. Цфат, що змагався з Єрусалимом за духовну першість, сильно постраждав унаслідок землетрусу (1837 р.), що забрав життя близько 2 тисяч євреїв, і місто прийшло в занепад.
У 1841 р. Палестина і Сирія повернулися під безпосередній контроль Туреччини. До цього часу чисельність єврейського населення Палестини подвоїлася, в той час, як християнського і мусульманського — залишилася без зміни.
До 1880 р. населення Палестини досягло 450 тисяч осіб, з яких 24 тисячі складали євреї. Більшість євреїв країни як і раніше жили в чотирьох містах: Єрусалимі (де євреї становили більше половини всього 25-тисячного населення), Цфаті (4 тис.), Тверії (2,5 тис.) та Хевроні (800 осіб), а також в Яфі (1 тис.) й Хайфі (300 осіб). Єрусалим став найбільшим містом в країні. Більш стару частину єврейського населення країни становила сефардська громада, в яку влилися іммігранти з Північної Африки, Бухари, Ірану та інших країн. Ашкеназька громада складалася головним чином з східноєвропейських євреїв, які ділилися на хасидів та їх супротивників — мітнагдім. Переважна більшість євреїв дотримувалося суворої ортодоксії й підпорядковувалося авторитетові рабинів. Незважаючи на підтримку з фондів «Халуки», євреї повинні були важко працювати під гнітом податків, що стягувалися турецькими чиновниками. Проте чисельність єврейського населення Ерец-Ісраель продовжувала зростати, особливо за рахунок «алії» з Європи. Потік «алії» збільшився після відкриття пароплавного сполучення між м. Одесою і м. Яфою.

## Прагнення євреїв у Сіон і зародження політичного сіонізму

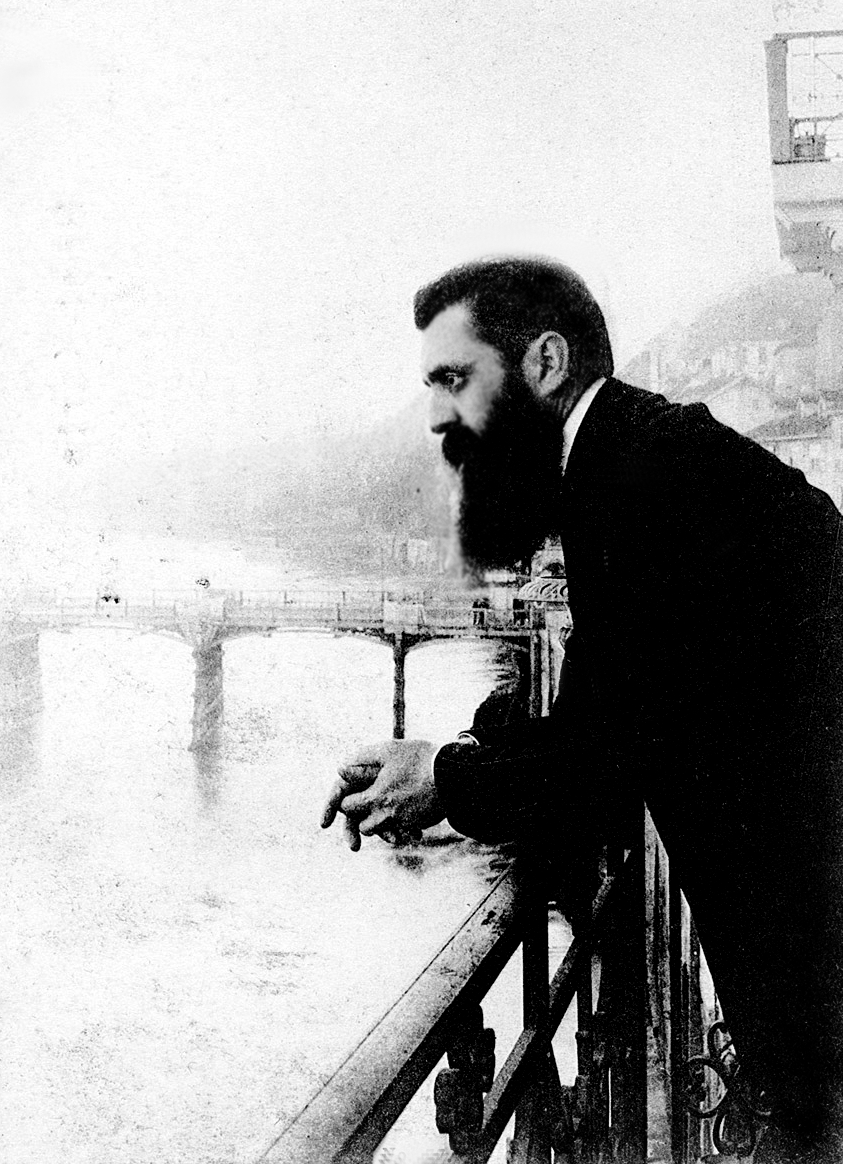
Теодор Герцль

Серед євреїв, що жили в діаспорі, завжди було поширене сильне бажання повернутися до Сіону, в Палестину. Ці надії й прагнення відображені в Біблії: «І підуть численні народи та й скажуть: Ходіть та зійдемо на гору Господню, до дому Бога Якового, і навчить доріг Своїх Він нас і ми підемо стежками Його; Бо вийде з Сіону Закон, і слово Господнє — з Єрусалиму.» (Іс. 2:3) і є центральною темою юдейських молитов. Починаючи з XII століття переслідування євреїв християнською церквою призвело до їх притоку в Святу землю. У 1492 р. цей потік істотно поповнився євреями, вигнаними з Іспанії, які заснували єврейську общину м. Цфату.
Перша велика хвиля сучасної єврейської імміграції, відома як «Перша Алія» (івр. עלייה), почалася в 1881 р., коли євреї були змушені рятуватися втечею від погромів у Росії.
Засновником політичного сіонізму — руху, що ставив собі за мету встановлення єврейської держави на землі Ерец-Ізраель, піднімаючи «єврейське питання» на міжнародній арені — вважається Теодор Герцль. У 1896 р. Герцль опублікував свою книгу «Єврейська держава» (нім. Der Judenstaat), де виклав своє бачення про майбутню єврейську державу. Вже в 1897 р. Герцль керував першим Світовим єврейським конгресом.

## Британський мандат в Палестині (1918–1948)

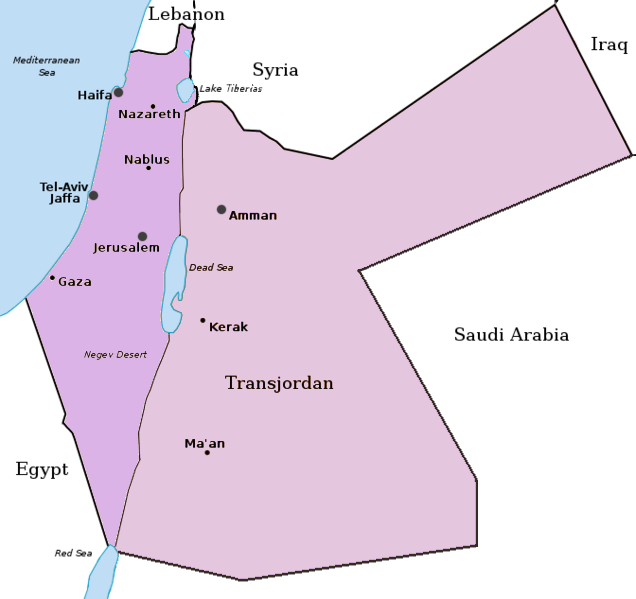
Терени розповсюдження «британського мандату»

Друга алія (1904–1914 рр.) почалася після Кишинівського погрому. Приблизно 40 тисяч євреїв оселилося в Палестині. Більшість іммігрантів першої та другої «алії» були ортодоксальними юдеями, але друга «алія» включала в себе і соціалістів, які заснували кібуцний рух.
Під час Першої світової війни з ініціативи В. Жаботинського й Й. Трумпельдора в складі британської армії був сформований «Єврейський легіон», який надав британським військам допомогу в завоюванні Палестини. У листопаді 1917 р. секретар закордонних справ Великої Британії Артур Бальфур видав документ, що отримав згодом назву «Декларації Бальфура». У ньому декларувалося, що Велика Британія «дивиться позитивно на підставу в Палестині національного дому для єврейського народу».
У 1919–1923 рр. (Третя алія) до Палестини прибуло 40 тисяч євреїв, в основному зі Східної Європи. Поселенці цієї хвилі були навчені сільському господарству та могли розвивати економіку. Незважаючи на квоту імміграції, встановлену британською владою, єврейське населення зросло до кінця цього періоду до 90 тисяч. Болота Ізреельської долини й долини Хеферу були осушені та земля зроблена придатною для сільського господарства. У цей період були заснована федерація профспілок «Гістадрут».
Арабський опір призвів в 1920 р. до палестинських бунтів і формування нової єврейської військової організації «Хагани» (на івриті «Оборона»).
На підставі рішень конференції в Сан-Ремо (1920 р.) Ліга Націй вручила в 1922 р. Великій Британії мандат на Палестину, пояснюючи це необхідністю «встановлення в країні політичних, адміністративних і економічних умов для безпечного утворення єврейського національного дому».
У той час країну населяли переважно араби-мусульмани, однак найбільше місто Єрусалим було переважно єврейським.
Через яфські бунти на самому початку зазначеного мандату, Велика Британія обмежила єврейську імміграцію й віддала в 1921 р. 3/4 території мандату під окремий емірат Трансйорданія, з якого згодом (в 1946 р.) було утворено незалежне королівство Трансйорданія, на території якої було заборонено селитися євреям.
У 1924–1929 рр. (Четверта алія) до Палестини приїхали 82 тисячі євреїв, в основному в результаті сплеску антисемітизму в Польщі й Угорщині. Ця група складалася в основному з сімей середнього класу, які переїхали у зростаючі міста, заснувавши малі підприємства торгівлі та громадського харчування і легку промисловість. Згодом, однак, приблизно 23 тисячі емігрантів цієї хвилі покинули країну.
Підйом нацистської ідеології в 1930-х рр. в Німеччині призвів до П'ятої алії, що була напливом чверті мільйона євреїв, які рятувалися від А. Гітлера. Цей наплив закінчився Арабським повстанням 1936—1939 рр. і виданням Великою Британією «Білої книги» в 1939 р., що фактично зводила нанівець імміграцію євреїв в Палестину. Країни світу відмовлялися приймати євреїв, які рятувалися від Голокосту, що разом із забороною Великої Британії на переселення до Палестини фактично означало смерть для мільйонів. Для обходу заборони на імміграцію в Палестину була створена таємна організація «Мосад ле-Алія Бет», яка допомагала євреєм нелегально мігрувати до Палестини і врятуватися від загибелі.
Після закінчення Другої світової війни, єврейське населення Палестини становило 33 % в порівнянні з 11 % в 1922 році.

## По створенню Ізраїлю
Наприкінці 1947 р. згідно з рішенням ООН британську Палестину було прийнято розділити на арабську і єврейську частину з наданням особливого статусу району м. Єрусалиму під управлінням ООН, проте араби не погодилися зі створенням держави Ізраїль на теренах, що вони вважали своїми. Почався затяжний арабо-ізраїльський конфлікт.
В результаті першої арабо-ізраїльської війни територія Палестини виявилася розділеною між Ізраїлем, Єгиптом і Трансйорданія. По анексії західного берега річки Йордан перейменованої в Йорданію.
Арабські активісти майже відразу перейшли до терористичних атак проти Ізраїлю. Велика частина терактів була організована й спрямована співробітниками єгипетської розвідки з території сектора Газа та Юдеї з Самарією.
Арабів підтримували міжнародні організації та країни соціалістичного табору. У 1967 р. унаслідок Шестиденної війни велика частина території британської Палестини опинилася під контролем Ізраїлю. В результаті Першої палестинської інтифади, що почалася в 1987 р., були розпочаті переговори ОВП з Ізраїлем, що привело до Угоди в Осло. У 1994 р. була створена Палестинська національна адміністрація (ПНА) на чолі з Ясером Арафатом. Столицею ПНА стало місто Рамала.
У 2005 р. Ізраїль під час реалізації «Плану одностороннього розмежування» евакуював всі єврейські поселення та вивів свої війська з сектору Газа.